# KCC (公司)
KCC株式会社（前称金刚高丽化学株式会社，于2005年2月25日更名）是韩国化工和汽车零部件制造商，总部设在韩国首尔。KCC也是韩国大型财阀之一。 

## 运作

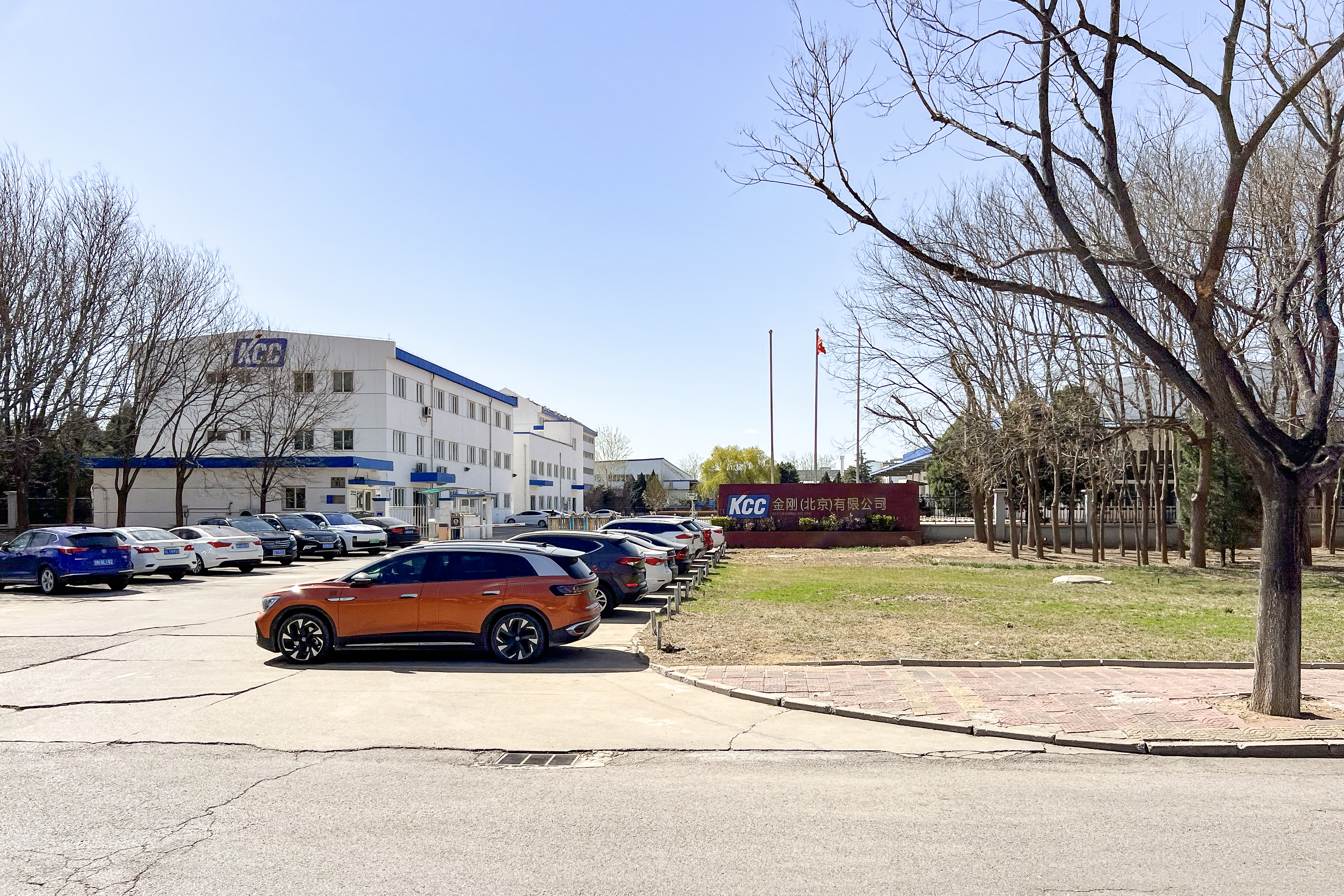
金刚化工（北京）有限公司

KCC的产品包括各种涂料，浮法玻璃，软海绵，硅，底盘和汽车零件。 该公司是韩国最大的建筑材料和油漆供应商。 在韩国国内的13个地区生产各种类型的工业材料，例如环氧模塑料，氧化铝金属化剂，硅酮等。 KCC在全球设有9个海外联络处和7个海外工厂： 
- KCC休斯敦（美国得克萨斯州-联络处）
- KCC东京（日本东京-联络处）
- KCC香港（中国香港-联络处）
- KCC迪拜（阿联酋迪拜-联络处）
- KCC希腊（希腊比雷埃夫斯-联络处）
- KCC汉堡（德国汉堡-联络处）
- KCC伊朗（伊朗德黑兰-联络处）
- KCC莫斯科（俄罗斯莫斯科-联络处）
- KCC上海（中国上海-联络处）
- KCC昆山（中国上海-涂料厂）
- KCC北京（中国北京市-涂料厂）
- KCC广州（中国广州-涂料厂）
- KCC新加坡（新加坡-涂料厂）
- KCC马来西亚（马来西亚吉隆坡-涂料厂）
- KCC印度（印度钦奈-涂料厂）
- KCC土耳其（土耳其伊斯坦布尔-涂料厂）
- KCC波兰（波兰卢布林-联络处）

## 有机硅市场的主要竞争对手
KCC公司生产的有机硅是目前正在开发的主要市场之一。 KCC公司在开拓市场方面有一些主要竞争对手，如下所示:
- 道康宁（美国） [3]
- Momentive（美国） [4]
- 信越（日本） [5]
- 瓦克（德国） [6]
- 蓝星有机硅（中国） [7]

## 收购Basildon化学公司
2011年4月，Basildon Chemicals被韩国KCC公司收购。 这也建立了伙伴关系，为两家公司都带来了新的机会。 通过这种合作关系，KCC赢得了一家在有机硅乳化方面拥有卓越历史并长期获得行业认可的公司，而Basildon则获得了全球增长最快的主要有机硅制造商之一的支持，并在未来几年内实现了雄心勃勃的扩张。 